# Stetten (Unterallgäu)
Stetten település Németországban, azon belül Bajorországban. Lakosainak száma 1454 fő (2023. december 31.).

## Népesség
A település népessége az elmúlt években az alábbi módon változott:
| Lakosok száma | 351  | 703  | 695  | 1092 | 1404 | 1410 | 1395 | 1416 | 1446 | 1454 |
|               | 1875 | 1950 | 1975 | 1987 | 2012 | 2014 | 2016 | 2017 | 2021 | 2023 |